# エディー・ド・レピーヌ
Eddy De Lepine（エディー・ド・レピーヌ、1984年3月30日 ‐ ）は、フランスの陸上競技選手。専門は短距離走。100mで10秒19、200mで20秒47の自己ベストを持つ。2005年ヘルシンキ世界選手権男子4×100mリレーの金メダリストであり、同種目における最年少金メダリスト（21歳136日）でもある。カリブ海に浮かぶフランスの海外県マルティニーク出身。

## 経歴
12歳の時に陸上競技を始めた。それ以前はテニス、水泳、柔道を経験。
2001年7月、世界ユース選手権男子110mハードル（91.4cm）決勝で自己ベストとなる13秒39（+0.2）をマークし、Nassim Meziane Ibrahimi（13秒27）、Marthinus van der Vyver（13秒35）に次いで銅メダルを獲得した。
2005年8月、ヘルシンキ世界選手権男子4×100mリレー決勝で3走（ラッジ・ドゥクレ、ロナルド・ポニョン、ド・レピーヌ、Lueyi Dovy）を務め、38秒08をマークしての金メダル獲得に貢献。この種目ではオリンピックも含めフランス勢初の金メダル獲得となり、21歳136日で金メダルを獲得したド・レピーヌは世界選手権同種目における最年少金メダリストとなった。

## 自己ベスト
記録欄の（　）内の数字は風速（m/s）で、+は追い風、-は向かい風を意味する。
| 種目                    | 記録          | 年月日        | 場所                   | 備考 |
| 屋外                    | 屋外          | 屋外          | 屋外                   | 屋外 |
| ----------------------- | ------------- | ------------- | ---------------------- | ---- |
| 100m                    | 10秒19 (+2.0) | 2003年6月7日  | フォール＝ド＝フランス |      |
| 200m                    | 20秒47 (+1.6) | 2008年5月8日  | フォール＝ド＝フランス |      |
| 110mハードル（106.7cm） | 14秒15 (-0.8) | 2003年4月30日 | バセテール             |      |
| 110mハードル（91.4cm）  | 13秒39 (+0.2) | 2001年7月14日 | デブレツェン           |      |
| 走幅跳                  | 7m32          | 2001年6月5日  | ディジョン             |      |
| 三段跳                  | 14m55         | 2000年4月23日 | セントジョージズ       |      |
| 室内                    |               |               |                        |      |
| 60m                     | 6秒91         | 2009年1月28日 | メス                   |      |

## 主要大会成績
備考欄の記録は当時のもの
| 年             | 大会                        | 場所               | 種目           | 結果           | 記録           | 備考                                                        |
| マルティニーク | マルティニーク              | マルティニーク     | マルティニーク | マルティニーク | マルティニーク | マルティニーク                                              |
| -------------- | --------------------------- | ------------------ | -------------- | -------------- | -------------- | ----------------------------------------------------------- |
| 2000           | カリフタゲームズ (en) (U17) | セントジョージズ   | 走幅跳         | 3位            | 6m99           |                                                             |
| 2000           | カリフタゲームズ (en) (U17) | セントジョージズ   | 三段跳         | 優勝           | 14m55          | 自己ベスト                                                  |
| 2001           | カリフタゲームズ (en) (U20) | ブリッジタウン     | 110mH          | 2位            | 14秒60 (-2.2)  |                                                             |
| フランス       |                             |                    |                |                |                |                                                             |
| 2001           | 世界ユース選手権 (en)       | デブレツェン       | 110mH          | 3位            | 13秒39 (+0.2)  | 自己ベスト                                                  |
| マルティニーク |                             |                    |                |                |                |                                                             |
| 2002           | カリフタゲームズ (en) (U20) | ナッソー           | 200m           | 予選途中棄権   | DNF            |                                                             |
| 2003           | カリフタゲームズ (en) (U20) | ポートオブスペイン | 110mH          | 優勝           | 14秒25 (-3.1)  |                                                             |
| フランス       |                             |                    |                |                |                |                                                             |
| 2004           | オリンピック                | アテネ             | 100m           | 2次予選棄権    | DNS            |                                                             |
| 2005           | ヨーロッパU23選手権 (en)    | エアフルト         | 100m           | 2位            | 10秒30 (+2.4)  |                                                             |
| 2005           | ヨーロッパU23選手権 (en)    | エアフルト         | 4x100mR        | 優勝           | 38秒95 (3走)   |                                                             |
| 2005           | 世界選手権                  | ヘルシンキ         | 4x100mR        | 優勝           | 38秒08 (3走)   | フランス男子初の金メダル 男子最年少金メダリスト (21歳136日) |
| 2006           | ヨーロッパ選手権            | ヨーテボリ         | 200m           | 6位            | 20秒77 (+1.6)  |                                                             |
| 2009           | 世界選手権                  | ベルリン           | 200m           | 1次予選5組5着  | 21秒23 (-0.2)  |                                                             |
| 2009           | 世界選手権                  | ベルリン           | 4x100mR        | 8位            | 39秒21 (3走)   |                                                             |